# Xã Royal, Quận Ramsey, Bắc Dakota
Xã Royal (tiếng Anh: Royal Township) là một xã thuộc quận Ramsey, tiểu bang Bắc Dakota, Hoa Kỳ. Năm 2010, dân số của xã này là 24 người.